# 코스민 콘트라
코스민 마리우스 콘트라(루마니아어: Cosmin Marius Contra, 1975년 12월 15일 ~ )는 루마니아의 전직 축구 선수 겸 현직 축구 감독이다. 선수 시절 포지션은 라이트 백이었다.

## 선수 경력

### 클럽
FC 폴리테흐니카 티미쇼아라 소속으로 데뷔했으며 1996년 디나모 부쿠레슈티로 이적했다. 1999년 800,000 달러의 이적료 계약을 맺고 스페인의 데포르티보 알라베스로 이적했으며 2000-01 시즌에서 팀의 UEFA컵 준우승을 이끌었다. 2001년 UEFA 올해의 팀에서 수비수로 선정되었다.
2001년 이탈리아의 AC 밀란으로 이적했고 29경기에 출전하면서 3득점을 기록했다. 2002년 스페인의 아틀레티코 마드리드로 이적했지만 큰 활약을 보여주지 못했고 2004년 8월 잉글랜드의 웨스트브로미치, 2005년 루마니아의 폴리테흐니카 티미쇼아라로 임대 이적했다.
2005년 8월 스페인의 헤타페와 장기간 임대 계약을 맺었고 2006년 헤타페로 완전 이적했다. 2007년과 2008년 팀의 코파 델 레이 준우승에 공헌했으며 UEFA컵 2007-08에서는 팀의 8강전 진출에 공헌했다.
2010년 1월 당시 헤타페의 감독이었던 미첼에 의해 팀에서 방출되었고 2월 26일 루마니아의 FC 폴리테흐니카 티미쇼아라로 이적했다. 2010년 8월 29일 FC 폴리테흐니카 티미쇼아라와 맺은 계약이 만료되었고 9월 15일 FC 폴리테흐니카 티미쇼아라의 선수 겸 감독으로 취임했지만 12월 4일 마리안 이안쿠(Marian Iancu) 회장과의 갈등으로 인해 해임되었다.

### 국가대표
1996년 루마니아 대표팀에 발탁되었으며 2001년 3월 21일에 열린 조지아와의 2002년 FIFA 월드컵 예선 경기에서 대표팀 경기 첫 득점을 기록했다. UEFA 유로 2000과 UEFA 유로 2008에서 루마니아 대표로 출전했다.
2009년 4월 1일에 열린 오스트리아와의 2010년 FIFA 월드컵 예선 경기 이후로 한동안 대표팀 명단에 포함되지 않았지만 2010년 8월 30일 알바니아와의 UEFA 유로 2012 예선 경기를 앞두고 대표팀 명단에 포함되었다.

## 감독 경력

### 클럽 및 국가대표팀

#### 폴리테흐니카 티미쇼아라
2010년 9월에 친정팀 폴리 티미쇼아라의 감독으로서 첫 감독 데뷔를 하였다. 데뷔상대는 FC 스포르툴 스투덴체스크 부쿠레슈티, 이 경기에서 승리하였다. 클럽이 그의 지휘하에 단 한번도 패하지 않았음에도 불구하고 클럽 오너와의 불화로 인해 11경기 후 (6승 5무) 경질되었다.

#### CF 푸엔라브라다
2012년 7월 콘트라는 스페인으로 돌아가 세군다 디비시온 B의 CF 푸엔라브라다의 지휘봉을 잡게 되었다. 그와 클럽은 순항하였고 플레이오프 라운드에 도달하였으나 조국의 클럽 FC 페트롤룰 플로이에슈티에서 오퍼가 오자 그는 계약을 끝낼 것을 요청하였다.

#### 페트롤룰 플로이에슈티
2012년 10월 미르체아 레드닉을 이어 페트롤룰 플로이에슈티의 감독이 되었다. 첫 시즌 루마니아 컵 결승에 올라 CFR 클루지를 1:0으로 꺾고 우승하였다. 리가 I에서는 3위를 하여 18년의 부재를 깨고 유로파 리그 예선전에 올라간다.
페르롤룰은 그의 지휘로 2차예선에서 비킹구르 괴타를 박살내고 3차 예선에서 SBV 비테세(비테세 아른헴)를 만나서 떨어뜨렸으나 플레이오프에서 스완지 시티를 만나 웨일스 원정에서 5:1로 패배하고 홈에서 2:1로 승리하여 탈락하였다.

#### 헤타페
2014년 3월 콘트라는 헤타페 CF로 돌아가 장기간 좋지 않은 성적을 내어 강등권 바로 근처로 내몰은 루이스 가르시아를 대체하였다. 부임후 4일 뒤 그라나다 CF와의 그의 지휘하 첫 경기에서 3:3 무승부를 기록하였고 30일에 발렌시아 CF를 상대로 3:1로 첫 승리를 거두었다. 2014년 5월 19일 라요 바예카노와의 경기에서 2:1로 승리한 후 클럽을 강등권 위로 올려놓은 뒤 클럽을 떠났다.

#### 광저우 푸리
2014년 12월 18일 스벤예란 에릭손의 후임으로 광저우의 새로운 감독으로 임명되었다. 이듬해 1월 4일부터 클럽에서 일을 시작하였다.

#### 알코르콘
2016년 6월 15일 AD 알코르콘의 새 감독이 되었다. 같은해 10월 12일에 경질되었다.

#### 디나모 부쿠레슈티
2017년 2월 디나모 부쿠레슈티의 새 사령탑에 올랐다. 6위로 챔피언십 플레이오프에 턱걸이로 오른 디나모를 지휘하여 3위(사실상 2위 승점이다. 1위 비토룰 콘스탄차와 2위 스테아우아 부쿠레슈티가 승점이 동일했기 때문)를 차지하였다.
2017년 5월 20일 2017년 루마니아 리그컵 (Cupa Ligii) 결승전에서 ACS 폴리 티미쇼아라를 2:0으로 꺾고 우승하였다. 5년만에 처음으로 디나모가 얻은 트로피였다. 2017-18 시즌 시작전 클럽과 1년 계약 연장에 서명하였다.
루마니아 축구 협회의 요청을 받고 국가대표팀 감독이 되기 위하여 2017년 9월 16일 CS 우니베르시타테아 크라이오바와의 경기가 끝나고 디나모 부쿠레슈티의 감독직에서 사임하였다.

#### 루마니아 국가대표팀
2017년 9월 17일에 루마니아 축구 연맹으로부터 루마니아의 2018년 FIFA 월드컵 본선 진출 실패에 대한 책임을 물어 경질된 전 감독 크리스토프 다움의 뒤를 이어 루마니아 국가대표팀 감독으로 부임하였다. 하지만 루마니아가 UEFA 유로 2020 예선에서 스페인, 스웨덴에 밀려 본선 직행이 좌절되면서 루마니아 축구 연맹은 2019년 11월에 코스민 콘트라 감독을 경질했다.

## 수상

### 선수
데포르티보 알라베스
- UEFA컵 준우승 1회 (2000-01)

 헤타페
- 코파 델 레이 준우승 2회 (2006-07, 2007-08)

### 개인
- 2001년 루마니아 올해의 축구 선수 선정
- 2001년 UEFA 올해의 팀 선정

### 감독
페트롤룰 플로이에슈티
- 루마니아 컵 (Cupa României) 우승 1회 (2012-13)

#### 디나모 부쿠레슈티
- 루마니아 리그컵 1회 (Cupa Ligii) (2016-17)